# Poliacrilamida

La poliacrilamida és un homopolimer d'acrilamida. Pot ser sintetitzat en forma de cadena lineal o entrecreuat i, fins i tot, s'empra juntament amb altres monòmers com l'acrilat de sodi per a formar diferents copolimers. La poliacrilamida no és tòxica, no obstant això, l'acrilamida que no ha polimeritzat, que és una neurotoxina, pot estar present en molt petites quantitats en l'acrilamida polimeritzada. Per aquest motiu és recomanable la seva manipulació amb precaució. En la forma entrecreuada, la probabilitat que hi hagi monòmer lliure és fins i tot major. Absorbeix aigua fàcilment, per la qual cosa a la pràctica és un hidrogel.

## PAGE
L'electroforesi de proteïnes en gels amb una matriu de poliacrilamida, comunament denominada electroforesi en gel de poliacrilamida (PAGE, PolyAcrylamide Gel Electrophoresis en anglès) és una de les tècniques més àmpliament utilitzades per caracteritzar mescles complexes de proteïnes. L'electroforesi en poliacrilamida és un mètode convenient, ràpid i econòmic a nivell de mostra, doncs calen només quantitats de l'ordre de micrograms de proteïna.
Un avantatge important dels gels de poliacrilamida és que són químicament inerts, transparents i estables en un ampli rang de pH, temperatura i força iònica.
Pel que fa al seu ús per a l'estudi d'àcids nucleics, el gel de poliacrilamida se sol emprar en situacions on es disposa de fragments de baixa grandària molecular (de menys de 1000 parells de bases). Per a grans fragments de fins a 100.000 parells de bases, resulta molt més específica la utilització de gel d'agarosa.

## Usos industrials
Un dels usos industrials més importants per la poliacrilamida és la de flocular sòlids en un líquid. Aquest procés s'aplica per al tractament de l'aigua, i processos tals com la fabricació de paper. La poliacrilamida es pot subministrar en pols o en forma líquida, i com a forma líquida se subdivideix en dissolució i polímer d'emulsió. A pesar que aquests productes són sovint anomenats "poliacrilamida", molts són en realitat copolímers d'acrilamida i una o més d'altres espècies químiques, tals com un àcid acrílic o una sal d'aquest. La principal conseqüència d'això és donar al polímer "modificat" un caràcter iònic particular.
També s'ha comercialitzat com a condicionador del sòl anomenat Krilium per Monsanto Company en la dècada de 1950 i avui dia es diu que és una "fórmula única" de PAM (poliacrilamida soluble en aigua). Sovint s'utilitza per a l'ús hortícola i agrícola sota diversos noms comercials. La forma aniònica de poliacrilamida reticulada s'utilitza amb freqüència com a condicionador de sòls en terrenys agrícoles i de la construcció per al control de l'erosió, amb la finalitat de protegir la qualitat de l'aigua dels rius i rierols propers.